# Rhinosimus oneili
Rhinosimus oneili là một loài bọ cánh cứng trong họ Salpingidae. Loài này được Pic mô tả khoa học năm 1904.